# 空中领主
空中领主是保加利亚收视率最高、播出时间最长的喜剧节目，从2003年到2018年播出了15年。该节目由两位主持人主持，并与“肾上腺素女孩”一起，每三到四个月轮换一次。一些最受欢迎的保加利亚喜剧演员主持了这个节目。该节目基于保加利亚的政治和社会问题，帶有强烈的讽刺意味。